# Lista de primeiros-ministros do Butão
Esta lista de primeiros-ministros do Butão compreende as nove pessoas que exerceram a chefia do governo do Reino do Butão desde 1907, algumas múltiplas vezes, e incluindo também um primeiro-ministro interino. 
O atual primeiro-ministro do Butão é Tshering Tobgay, do Partido Popular Democrata, conduzido no cargo após as eleições gerais butanesas de 2024. É a segunda vez que ocupa o cargo.

## Primeiros-ministros do Reino do Butão

### Ministros Chefes (Gongzim)
| # | Retrato | Nome (Nascimento-Morte)             | Duração do mandato | Duração do mandato | Partido Político | Druk Gyalpo |
| # | Retrato | Nome (Nascimento-Morte)             | Tomou Posse        | Deixou o Cargo     | Partido Político | Druk Gyalpo |
| - | ------- | ----------------------------------- | ------------------ | ------------------ | ---------------- | ----------- |
| 1 |         | Raja Ugyen Dorji (1855–1916)        | 1907               | 1916               | Independente     | Ugyen       |
| 2 |         | Raja Sonam Topgay Dorji (1896–1953) | 1917               | 1952               | Independente     | Ugyen       |
| 2 | Jigme   | Raja Sonam Topgay Dorji (1896–1953) | 1917               | 1952               | Independente     |             |

### Primeiros-ministros (Lyonchen)
| #                                                            | Retrato      | Nome (Nascimento-Morte)                               | Duração do mandato    | Duração do mandato     | Partido Político                    | Druk Gyalpo  |
| #                                                            | Retrato      | Nome (Nascimento-Morte)                               | Tomou Posse           | Deixou o Cargo         | Partido Político                    | Druk Gyalpo  |
| ------------------------------------------------------------ | ------------ | ----------------------------------------------------- | --------------------- | ---------------------- | ----------------------------------- | ------------ |
| 1                                                            |              | Jigme Palden Dorji (1919–1964)                        | 1952                  | 5 de abril de 1964     | Independente                        | Jigme Dorji  |
| Vacante (5 de abril de 1964 – 25 de julho de 1964)           |              |                                                       |                       |                        |                                     |              |
| —                                                            |              | Lhendup Dorji (1935–2007)                             | 25 de julho de 1964   | 27 de novembro de 1964 | Independente                        | Jigme Dorji  |
| Posto Abolido (27 de novembro de 1964 – 20 de julho de 1998) |              |                                                       |                       |                        |                                     |              |
| 2                                                            |              | Jigme Thinley (1/3) (1952–)                           | 20 de julho de 1998   | 9 de julho de 1999     | Independente                        | Jigme Singye |
| 3                                                            |              | Sangay Ngedup (1/2) (1953–)                           | 9 de julho de 1999    | 20 de julho de 2000    | Independente                        | Jigme Singye |
| 4                                                            |              | Yeshey Zimba (1/2) (1952–)                            | 20 de julho de 2000   | 8 de agosto de 2001    | Independente                        | Jigme Singye |
| 5                                                            |              | Khandu Wangchuk (1/2) (1950–)                         | 8 de agosto de 2001   | 14 de agosto de 2002   | Independente                        | Jigme Singye |
| 6                                                            |              | Kinzang Dorji (1/2) (1951–)                           | 14 de agosto de 2002  | 30 de agosto de 2003   | Independente                        | Jigme Singye |
| (2)                                                          |              | Jigme Thinley (2/3) (1952–)                           | 30 de agosto de 2003  | 18 de agosto de 2004   | Independente                        | Jigme Singye |
| (4)                                                          |              | Yeshey Zimba (2/2) (1952–)                            | 18 de agosto de 2004  | 5 de setembro de 2005  | Independente                        | Jigme Singye |
| (3)                                                          |              | Sangay Ngedup (2/2) (1953–)                           | 5 de setembro de 2005 | 7 de setembro de 2006  | Independente                        | Jigme Singye |
| (5)                                                          |              | Khandu Wangchuk (2/2) (1950–)                         | 7 de setembro de 2006 | 31 de julho de 2007    | Independente                        | Jigme Singye |
| (5)                                                          | Jigme Khesar | Khandu Wangchuk (2/2) (1950–)                         | 7 de setembro de 2006 | 31 de julho de 2007    | Independente                        |              |
| (6)                                                          |              | Kinzang Dorji (2/2) (1951–)                           | 31 de julho de 2007   | 9 de abril de 2008     | Independente                        |              |
| (2)                                                          |              | Jigme Thinley (3/3) (1952–)                           | 9 de abril de 2008    | 28 de abril de 2013    | Partido Paz e Prosperidade do Butão |              |
| —                                                            |              | Sonam Tobgye (1949–)                                  | 28 de abril de 2013   | 27 de julho de 2013    | Independente                        |              |
| 7                                                            |              | Tshering Tobgay (1965–)                               | 27 de julho de 2013   | 9 de agosto de 2018    | Partido Popular Democrático         |              |
| —                                                            |              | Dasho Tshering Wangchuk (interino; conselheiro chefe) | 9 de agosto de 2018   | 7 de novembro de 2018  | Independente                        |              |
| 8                                                            |              | Lotay Tshering                                        | 7 de novembro de 2018 | 1 de novembro de 2023  | Druk Nyamrup Tshogpa                |              |
| —                                                            |              | Chogyal Dago Rigdzin (interino; conselheiro chefe)    | 1 de novembro de 2023 | 28 de janeiro de 2024  | Independente                        |              |
| (7)                                                          |              | Tshering Tobgay (1965–)                               | 28 de janeiro de 2024 | presente               | Partido Popular Democrático         |              |